# Rubiaphis altaicus
Rubiaphis altaicus (лат.) — вид тлей, единственный в составе рода Rubiaphis из подсемейства Aphidinae (Macrosiphini).

## Распространение
Республика Алтай, Усть-Коксинский район, около слияния рек Катунь и Кайтанак (50°07’N 85°28’E) (Западная Сибирь, Россия).

## Описание
Мелкие насекомые, длина 1,8—2,1 мм. Тело эллиптически вытянутое, несклеротизированное, полупрозрачное. Усики 5-члениковые (без вторичных ринариев). Формула хетотаксии первых члеников лапок 3, 2, 2 или 3, 3, 2.  
Ассоциированы с малиной обыкновенной (Rubus idaeus, семейства Розовые), тли обнаружены на нижней поверхности листьев

## Систематика
Вид R. altaicus был впервые описан в 2020 году российскими энтомологами Андреем Стекольщиковым (Зоологический институт РАН, Санкт-Петербург, Россия) и Татьяной Новгородовой (Институт систематики и экологии животных СО РАН, Новосибирск) по материалам из Алтайской Республики. Rubiaphis близок к роду Myzaphis, а также к 
Chaetosiphon, Longicaudus и Richardsaphis. Важной особенностью нового рода является то, что расстояние между центрами дыхалец на брюшных сегментах II и III намного меньше, чем вдвое расстояния между центрами дыхалец на сегментах I и II, что характерно для родов, принадлежащих к трибе Aphidini. Фактически, это один из признаков, который до сих пор достоверно различал две трибы подсемейства Aphidinae. Тем не менее, сочетание других признаков, таких как полное отсутствие краевых бугорков-туберкул на брюшке, в том числе отсутствие бугорков на I и VII сегментах, форма лба, структура кутикулы и форма siphunculi и cauda указывает на то, что новый род принадлежит трибе Macrosiphini.

## Этимология
Видовое название дано по месту нахождения типовой серии (Алтай), а родовое имя Rubiaphis происходит от сочетания названия рода растения-хозяина (Rubus) и имени типового рода тлей (Aphis).